# Phare Ossinovetski
Le phare Ossinovetski (en russe : Осиновецкий маяк, Ossinovetski maïak) est un phare situé sur le lac Ladoga, dans l'oblast de Léningrad, en Russie.
D'une hauteur de 70 m, c'est le huitième plus haut phare traditionnel du monde.